# Jardín botánico Pinya de Rosa
El Jardín Botánico Pinya de Rosa en catalán: Jardí Botànic Pinya de Rosa, es un jardín botánico que se encuentra en una finca de 50 ha, aunque no toda ella de jardín, en Blanes (Selva), provincia de Gerona, comunidad autónoma de Cataluña, España. 

## Localización
El Jardín Botánico Pinya de Rosa está situado entre las poblaciones de Blanes y Lloret de Mar, en el Camí de Santa Cristina. 
Jardín Botánico "Pinya de Rosa", C.P. 17300 - Blanes (Selva). 
Planos y vistas satelitales.41°40′37″N 2°47′30″E / 41.67694, 2.79167
Entá abierto todos los días de la semana a lo largo de todo el año. Se paga una tarifa de entrada.

## Historia
Fue creado por el Dr. Ingeniero Industrial Fernando Riviere de Caralt quién compró la finca donde se encuentra en el año 1945, haciendo las plantaciones de especies tipo de plantas, nunca de hibridaciones, que conseguía de otras colecciones particulares, de botánicos, o de la propia naturaleza.

## Colecciones
Contaba con más de 7000 especies de plantas de todo el mundo, todas  las plantas estaban identificadas, clasificadas y ordenadas por especies. Con la muerte del propietario Fernando Riviére en 1992, se fueron perdiendo todas las colecciones, de las cuales solo quedan ejemplares sueltos casi todos sin identificar.
Entre las más destacadas merecen especial mención las colecciones consideradas como entre las mejores del mundo de:
- Aloes
- Agaves
- Cactáceas, especialmente de Opuntias, con más de 600 especies.

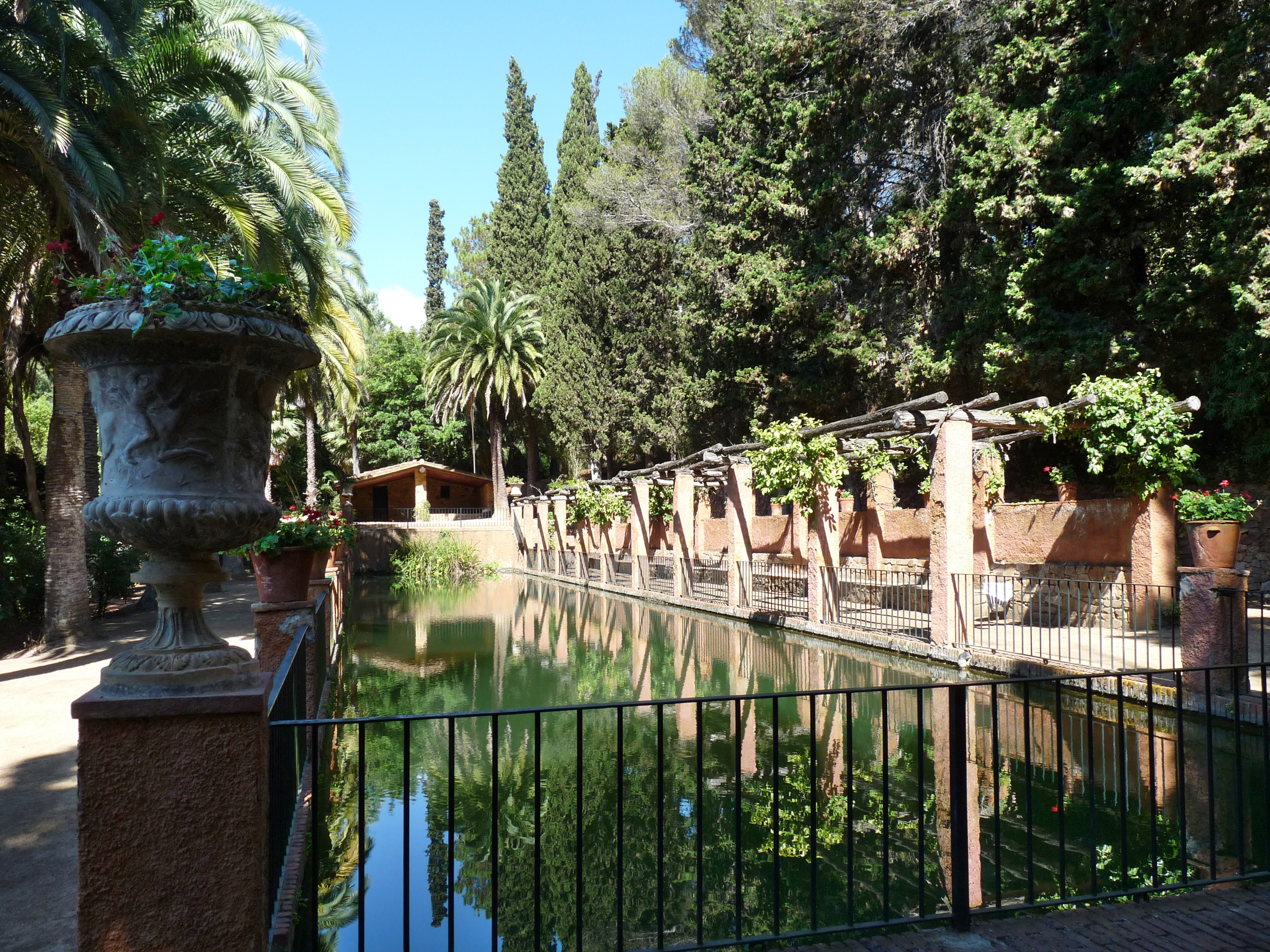
Estanque en Pinya de Rosa.
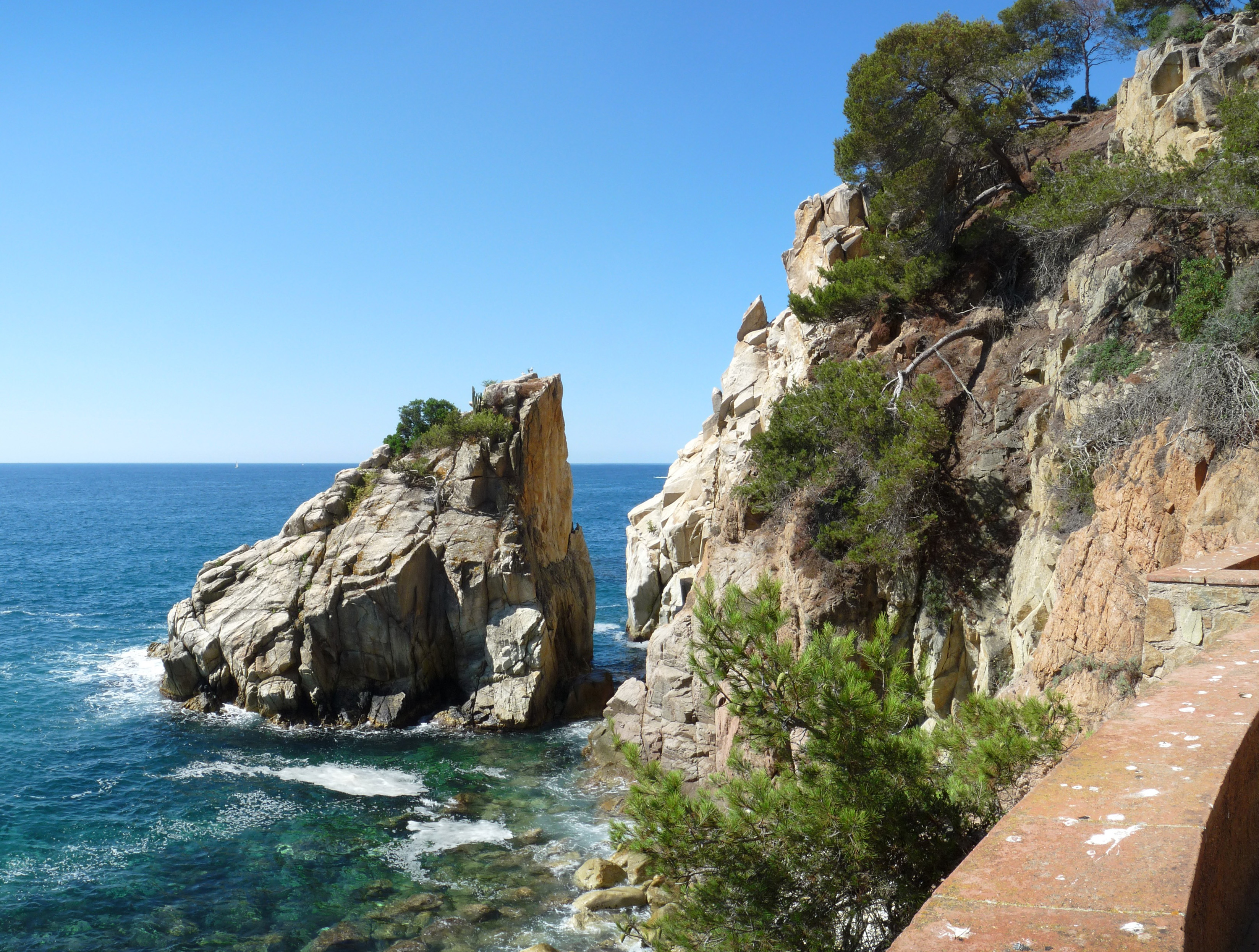
Vista de la cala y el mar desde Pinya de Rosa.
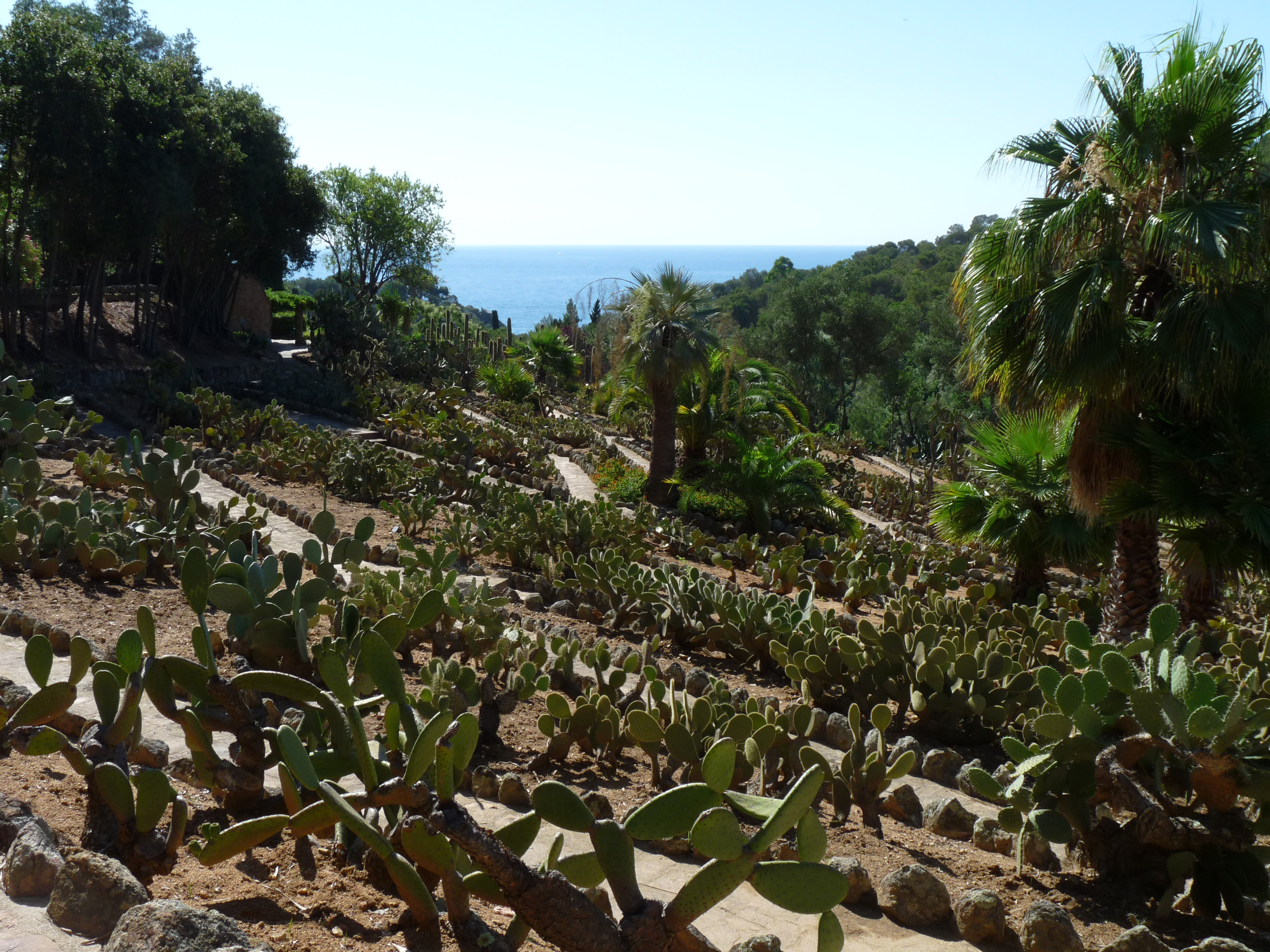
Opuntias en Pinya de Rosa.
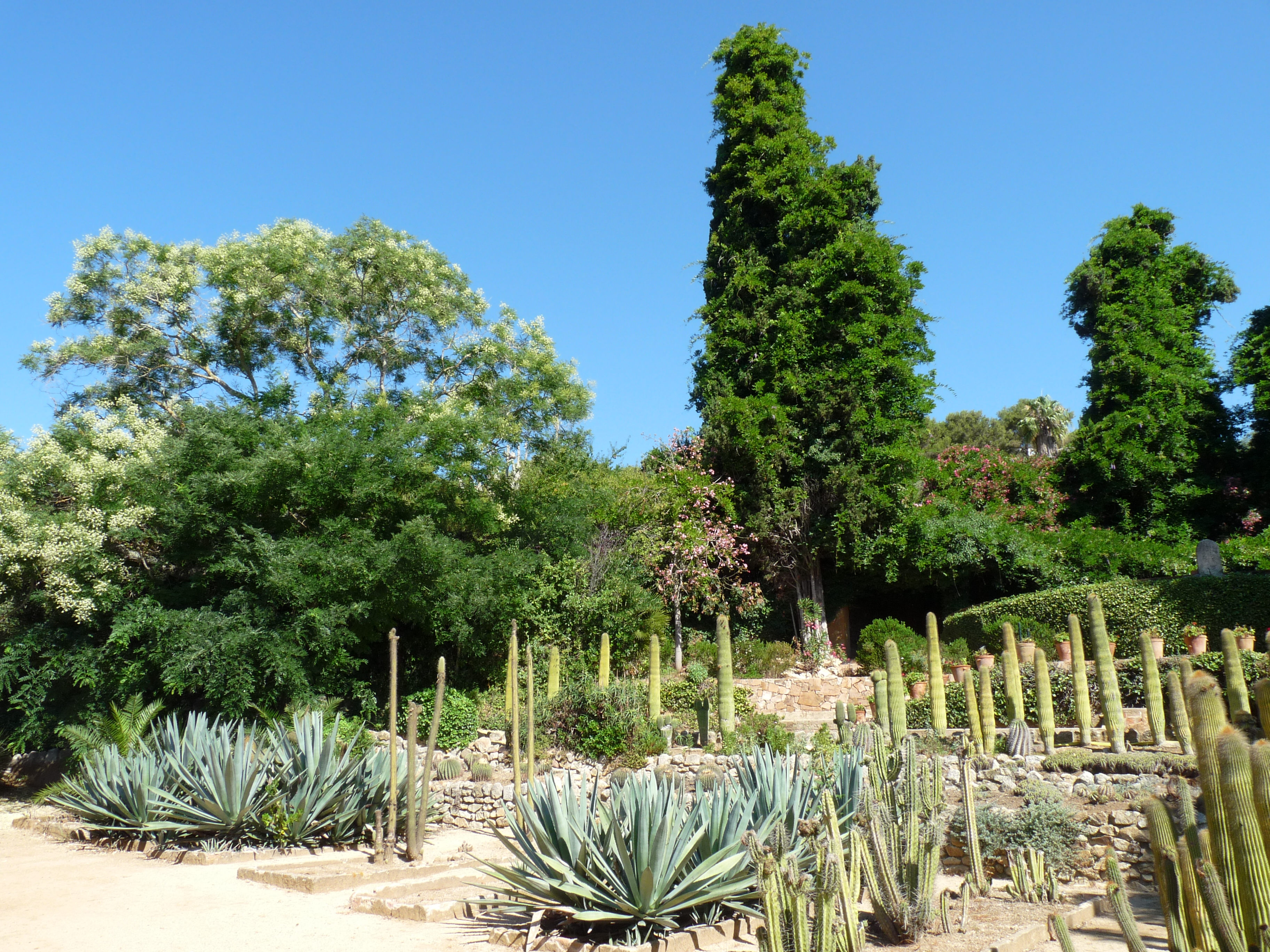
Una vista de Pinya de Rosa.